# George Chubb (3e baron Hayter)
Pour les articles homonymes, voir Chubb.
George Charles Hayter Chubb, 3e baron Hayter (25 avril 1911 - 2 septembre 2003), est un industriel et homme politique britannique.
Il est le fils de Charles Chubb, 2e baron Hayter (1871-1967), et l'arrière-arrière-petit-fils de Charles Chubb (1772-1845), qui a fondé Chubb and Sons Lock and Safe Co. Il est le dernier président de la famille de la société et également un vice-président de la Chambre des lords.

## Carrière commerciale
Chubb rejoint l'entreprise familiale en 1931 après un apprentissage dans la fabrication de serrures dans l'usine de Wolverhampton, puis travaille dans les ventes à la succursale de St James's Street de l'entreprise. Il devient directeur général en 1941 et président en 1957.
Il joue un rôle majeur dans l'expansion d'après-guerre de l'entreprise, d'une entreprise familiale hautement spécialisée à une entreprise internationale diversifiée. Il voyage en Australie, au Canada et en Afrique du Sud pour ouvrir de nouvelles succursales. Au cours de sa présidence, il supervise les acquisitions et l'expansion qui amènent Chubb à une large gamme de produits, notamment des équipements de protection contre les incendies. Les effectifs du groupe sont passés de 700 à 17 000, dans 17 pays. Il prend sa retraite en 1981.

## Politique
Lorsqu'il accède à la baronnie en 1967, il siège comme crossbencher à la Chambre des lords. Il prononce son premier discours sur le rôle des serrures et des coffres-forts dans la prévention du crime. C'est en contraste frappant avec son père, qui n'a jamais prononcé de discours en 21 ans de présence à la Chambre. Il devient vice-président en 1981 après avoir pris sa retraite de Chubb.
En 1986, il est le leader d'une coalition de pairs qui s'opposent à l'abolition du Greater London Council. Bien qu'infructueux, cela renforce sa position de vice-président. Il quitte la Chambre avec la plupart des autres pairs héréditaires à la suite des réformes apportées par le House of Lords Act 1999.
Il est investi comme CBE en 1976 et KCVO en 1977.

## Vie privée
Chubb fait ses études à la Leys School et au Trinity College de Cambridge, où il étudie l'histoire et obtient en 1932 une maîtrise. Il épouse Elizabeth Anne Rumbold, fille unique de Thomas Arthur Rumbold et Rosemary Hazel Hampshire, le 28 mars 1940. Ils ont quatre enfants; le fils aîné et héritier est l'hon. William Chubb, né le 9 octobre 1943. Il accède aux titres de 3e baronnet Chubb, de Newlands et de 3e baron Hayter, de Chislehurst dans le comté de Kent, à la mort de son père le 3 mars 1967.
Il a un large éventail d'intérêts extérieurs; de 1965 à 1982, il est président du comité de gestion du King's Fund, il défend le développement du «King's Fund bed», un design adaptable qui est devenu la norme dans les hôpitaux britanniques et est président du Design Council, de la Royal Society of Arts, du comité « Countryside in 1970 » du duc d'Édimbourg et la British Security Industry Association. Il est également président de la Royal Warrant Holders' Association, de la Business Equipment Trade Association et de la Chambre de commerce Canada-Royaume-Uni. Il est huissier supérieur de la Worshipful Company of Weavers où il soutient activement l'admission de femmes.
Il meurt le 2 septembre 2003, à l'âge de 92 ans, et est remplacé à la baronnie par son fils aîné, William Chubb. 